# Chah Ab (huyện)
Chah Ab là một huyện thuộc tỉnh Takhar, Afghanistan. Dân số thời điểm năm 1999 là 30,645 người.